# یاغی (فیلم ۲۰۲۰)
یاغی (به انگلیسی: Rogue) یک فیلم اکشن و دلهره‌آور آمریکایی محصول سال ۲۰۲۰ به کارگردانی ام. جی. باست با بازی مگان فاکس است.

## داستان
دربارهٔ گروهی از نظامیان به رهبری یک افسر خبره باید گروگان‌های تیمشان را از منطقه‌ای دورافتاده در آفریقای جنوبی نجات دهند و…

## بازیگران
- مگان فاکس در نقش سامانتا اوهارا
- فیلیپ وینچستر در نقش جوی کاسینسکی
- گرگ کریک در نقش مایک باراسا
- جسیکا ساتون در نقش آسیلا ویلسون
- کالی تیلور در نقش کلوئی
- کنت فوک در نقش بو یین
- ایزابل باست در نقش تسا
- براندون اورت در نقش الیاس دکر
- آدام دیکن در نقش زلام
- سیساندا حنا در نقش پاتا
- تامر برجاق در نقش ماسکاخ
- لی آن لیندبورگ
- آستین شاندو در نقش آلفرد

## تولید
فیلمبرداری در دسامبر ۲۰۱۹ در پادشاهی متحده و آفریقای جنوبی در طی ۲۲ روز انجام شد.

## انتشار
این فیلم در ایالات متحده به صورت اینترنتی در تاریخ ۲۸ اوت ۲۰۲۰ و سپس به صورت فیلم ویدئویی در ۱ سپتامبر منتشر شد. پیش پرده این فیلم در تاریخ ۲۰ ژوئیه سال ۲۰۲۰ منتشر شد.

## پاسخ انتقادی
در وب‌سایت جمع‌آوری نقد راتن تومیتوز، این فیلم بر اساس ۱۱ نقد، با میانگین امتیاز ۵٫۲ از ۱۰، دارای ۶۴ درصد تاییدیه است.